# Santiago de Calatrava
Santiago de Calatrava is een gemeente in de Spaanse provincie Jaén in de regio Andalusië met een oppervlakte van 47,09 km². Santiago de Calatrava telt 727 inwoners (1 januari 2016).

## Demografische ontwikkeling
Bron: INE, 1857-2011: volkstellingen